# Manularan
Manularan ist eine osttimoresische Aldeia im Suco Mantelolão (Verwaltungsamt Metinaro, Gemeinde Dili). 2015 lebten in der Aldeia 220 Menschen.

## Geographie
Manularan liegt im Südwesten des Sucos Mantelolão. Nördlich befindet sich die Aldeia Besahe, östlich die Aldeia Birahu Matan und südöstlich die Aldeia Lebutun. Im Westen grenzt Manularan an den Suco Sabuli und im Süden an den Suco Liurai (Verwaltungsamt Remexio, Gemeinde Aileu).
Das Zentrum und der Süden der Aldeia liegt bereits in einer Meereshöhe von über 500 m. Die einzige Siedlung bildet eine Gruppe verstreuter Häuser im Nordosten von Manularan, südwestlich vom Dorf Besahe in der benachbarten Aldeia.